# Vidablick

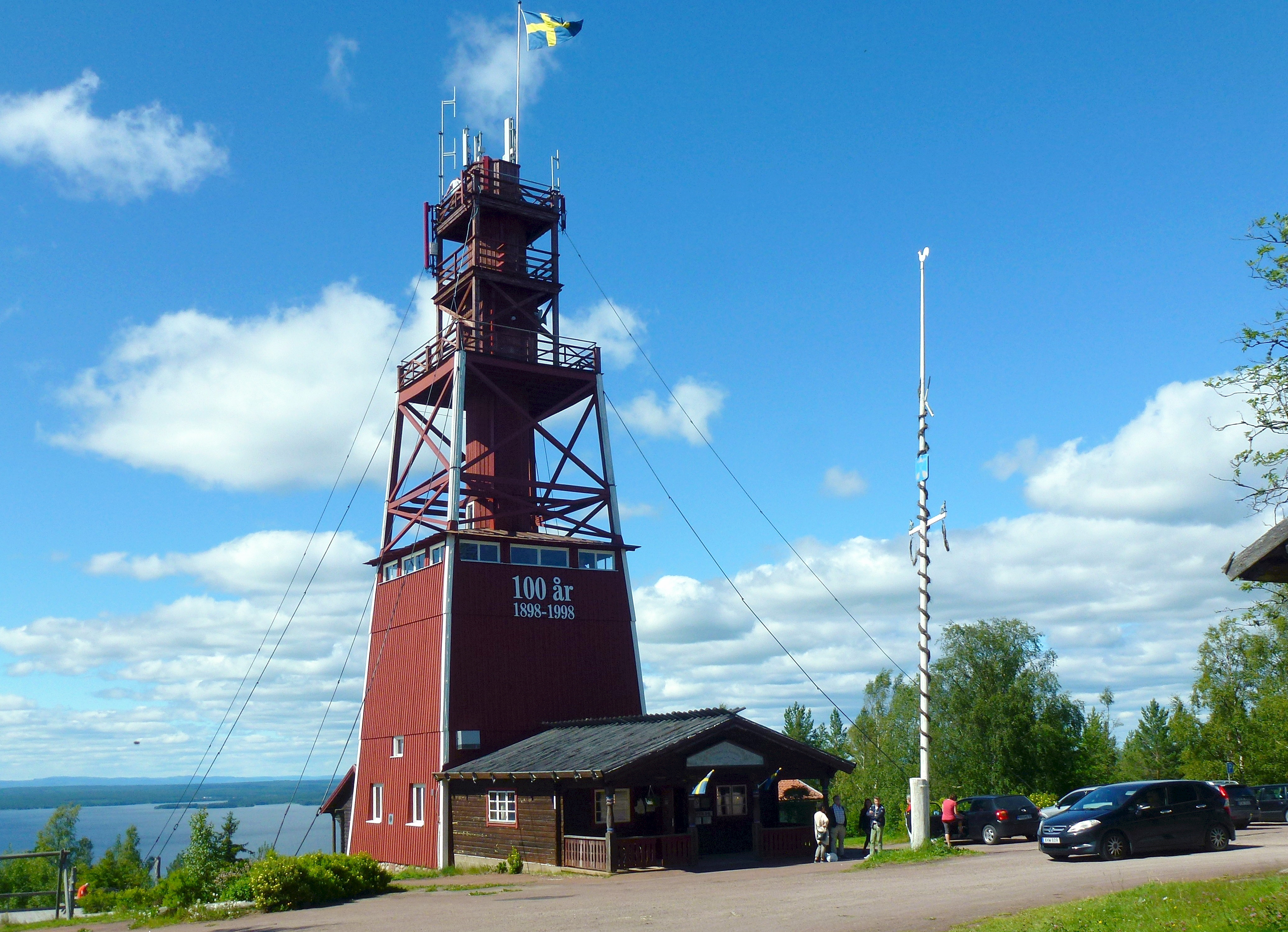
Utsiktstornet Vidablick, juli 2015.

Vidablick är ett utsiktstorn på Hedsåsberget strax söder om Rättvik i Dalarna. Tornet är 28 meter högt och invigdes år 1898. Vidablick är öppet för allmänheten under sommartid.

## Historik
Tornet ritades av den då 17-årige byggmästaren Olof Klockars från Bäck i södra Rättvik och byggherren var köpmannen i bagerinäringen Olof Lidmark, som 1897 slog sig ner i Rättvik. Den 12 juni 1898 invigdes utsiktstornet av landshövdingen Fredrik Holmquist. Tornet är en falurödmålad träkonstruktion med invändig spiraltrappa i trä. Det finns tre öppna utsiktsplattformar över varann och en väderskyddad sådan på ungefär halva höjden. I bottenvåningen ligger idag en souvenirbutik. 
Hedsåsberget har en höjd av 352 meter över havet och den översta plattformen ligger på ungefär 370 meter över havet, vilket ger en vidsträckt utsikt över Rättvik och Siljansbygden. Intill tornet uppfördes även några andra byggnader och hela anläggningen var tänkt som konvalescent- och vilohem. Efter Lidmarks död 1899 bildades ett konsortium som övertog driften. Under sommarsäsongen 1901 drevs anläggningen under namnet ”Rättviks höjdsanatorium Vidablick”, men efter några år omfattade rörelsen bara utsiktstorn och servering.

## Bilder

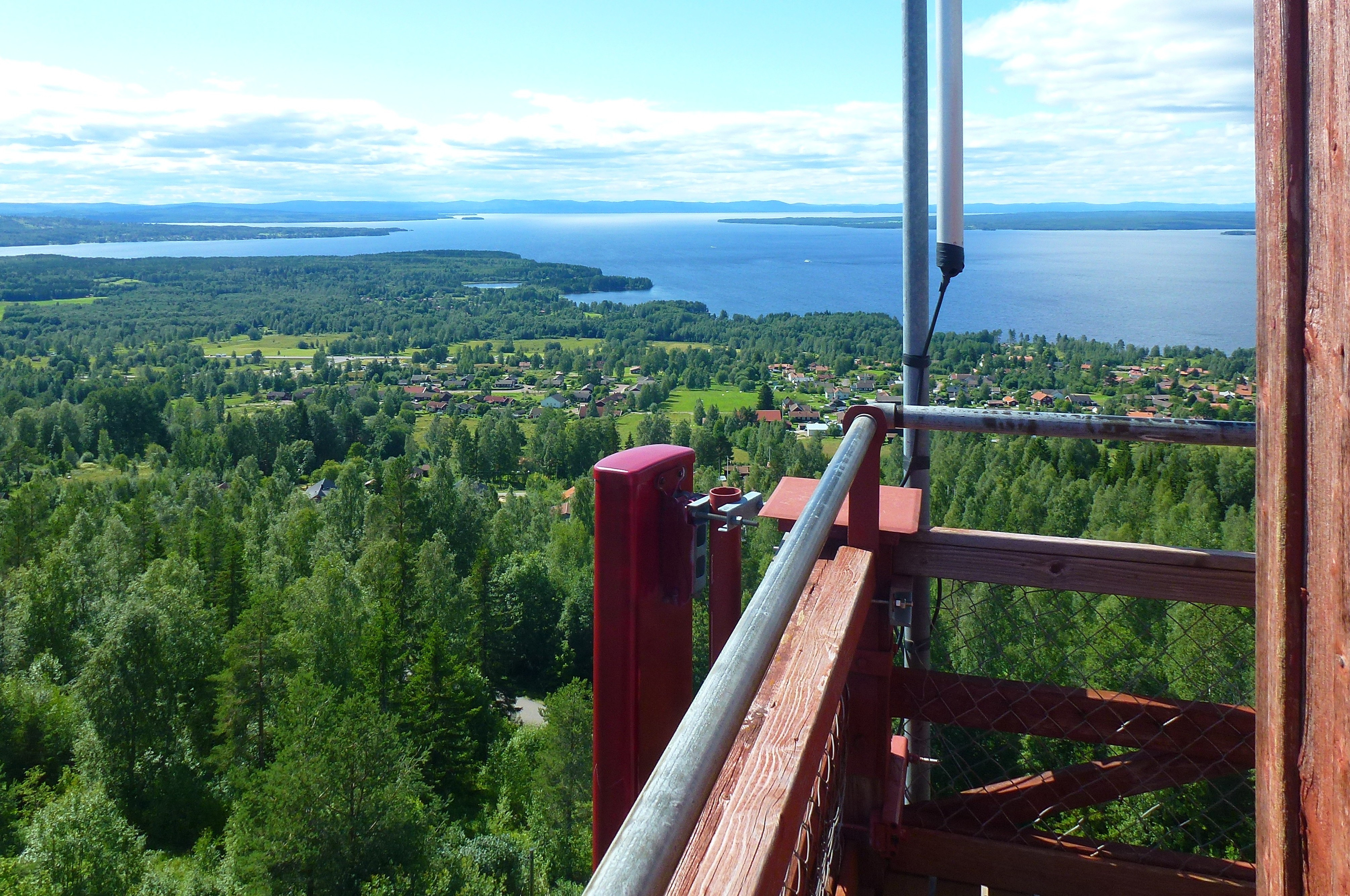
Siljan sedd från översta utsiktsplattformen
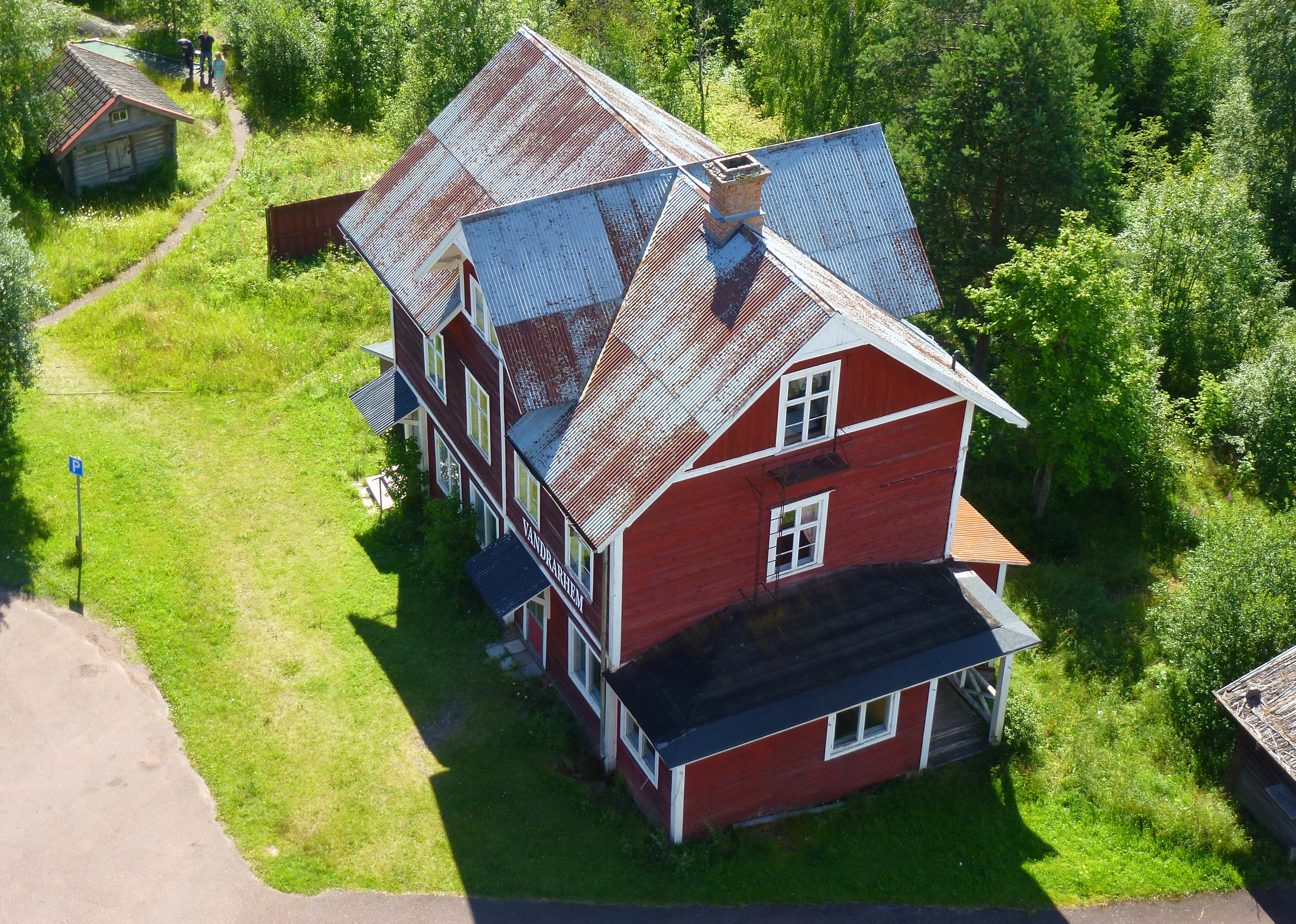
Vy ner på vandrarhemmets byggnad
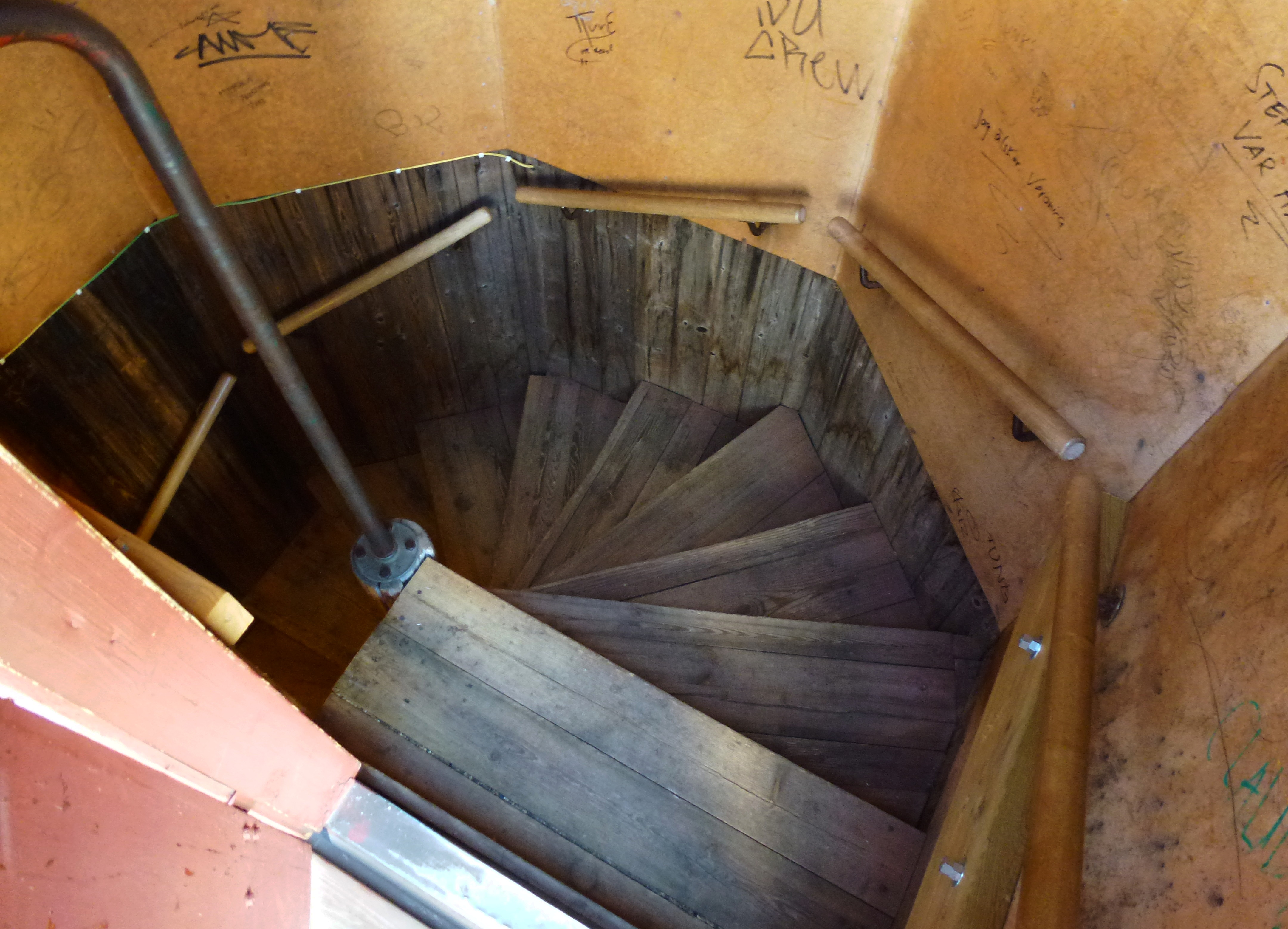
Spiraltrappan i tornet, vy nedåt
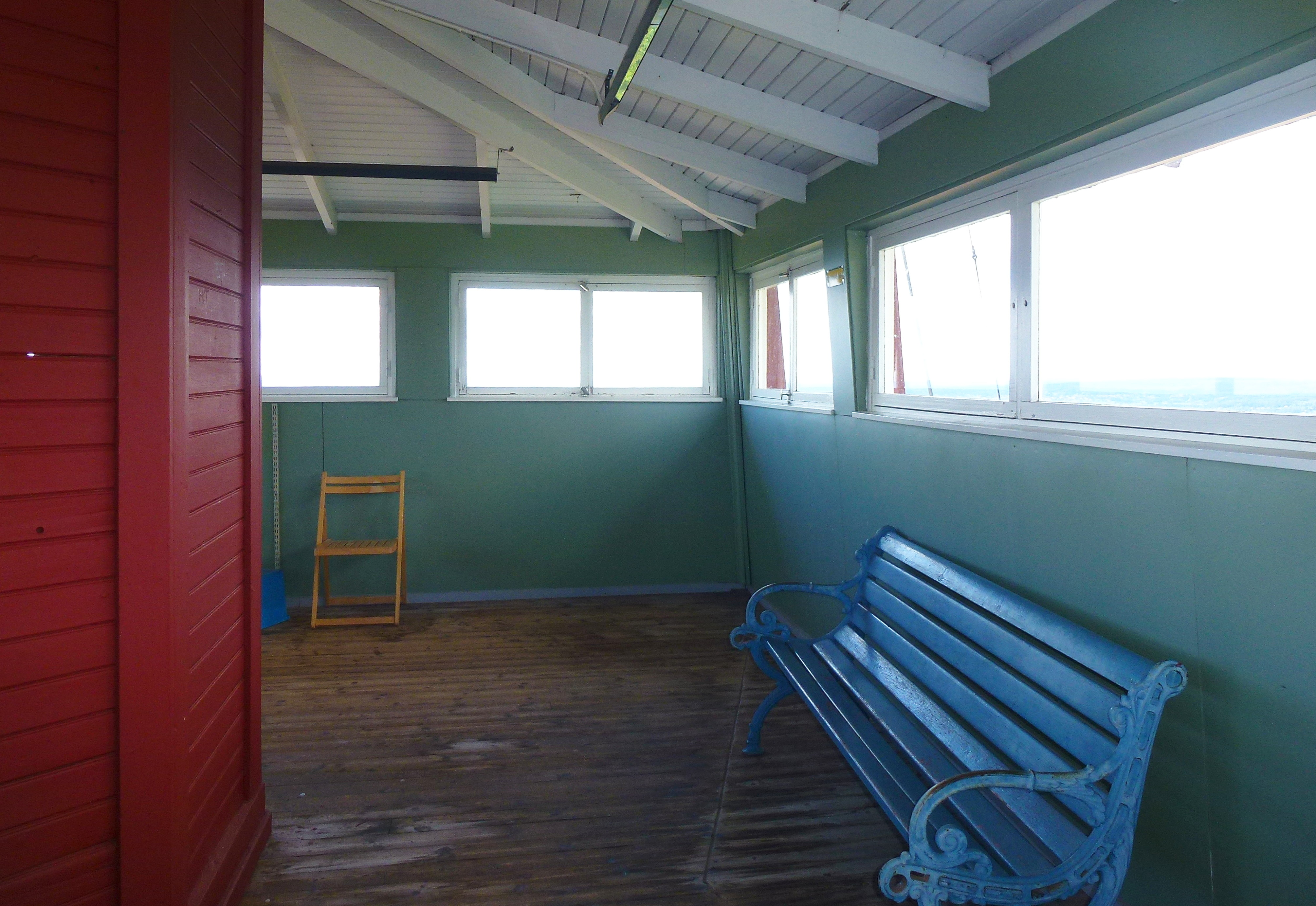
I den vindskyddade utsiktsplattformen

## Panorama

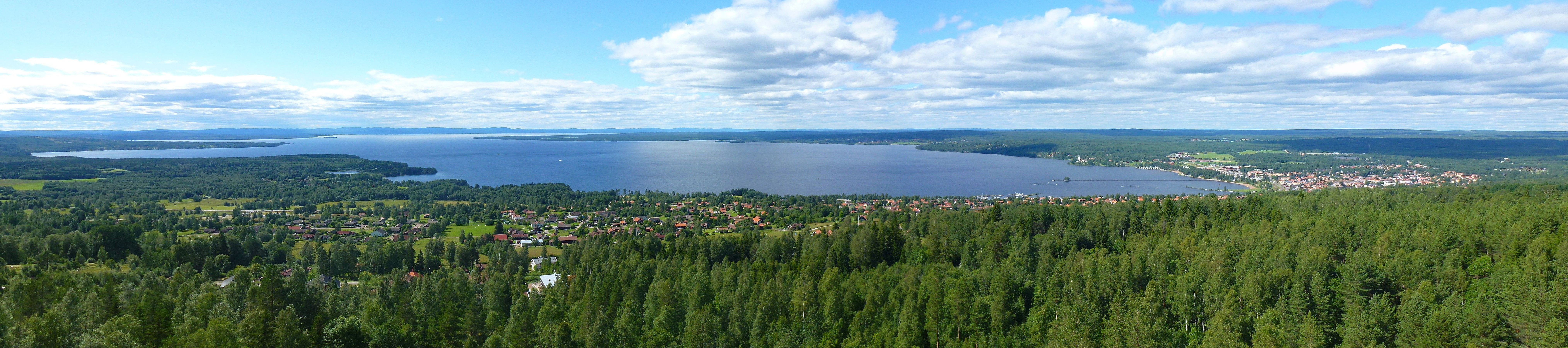
Vy över Siljan och Rättvik.